# Beeldenstorm te Baasrode

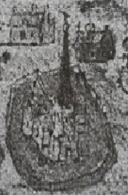
De kerk van Baasrode in 1571

De Beeldenstorm te Baasrode vond plaats op 19 februari 1567. De Sint-Ursmaruskerk, gelegen vlak aan de Schelde te Baasrode (een toenmalige belangrijke achterhaven van Antwerpen), werd toen als bij toeval het doelwit van beeldstormers. Een groot aantal calvinistische bannelingen en vluchtelingen uit Antwerpen voerden met behulp van bootjes een aanval uit op het Scheldedorp en vernielden het interieur van de toen relatief nieuwe gotische kerk.

## Aanleidingen
De beeldenstorm had op zichzelf een duidelijke religieuze oorsprong: in die tijd kwam het calvinisme op in de Nederlanden. De calvinisten waren erg gekant tegen het vereren van heiligen, zoals dat in de Rooms-Katholieke Kerk gebruikelijk is. Zij baseerden zich daarbij op de Bijbelse Tien geboden. Ook ergerden de calvinisten zich aan de uitbundige rijkdom van kerken en religieuze instellingen. De calvinisten waren van mening dat een kerk zo sober mogelijk moest zijn ingericht. Vanwege de religieuze tegenstellingen werden de protestanten ook wel ketters genoemd, de Rooms-Katholieke Kerk noemde iedereen die van de voorgeschreven leer afweek zo.
Behalve religieuze waren er ook politieke en sociale aanleidingen. Zo ergerden de edelen zich aan de landvoogdes, Margaretha van Parma: zij had de gewoonte belangrijke zaken buiten de adel om te regelen. Het opkomende calvinisme leidde ook tot sociale spanningen en angst voor vervolging. Wat de zaak nog verergerde was dat er in 1566 een hongersnood heerste in de Nederlanden, nadat door een strenge winter de oogsten waren mislukt en er geen graan kon worden geïmporteerd. De hongerige bevolking keek hierdoor met steeds grotere afschuw en ergernis naar de rijkdom van de Kerk. Het waren deze sociale spanningen die de directe oorzaak zouden zijn van de beeldenstorm te Baasrode.

## Gebeurtenis
Op 19 februari 1567, werd het onbewaakte havendorpje Baasrode plotsklaps aangevallen door een plotseling verschijnende horde. Ze had blijkbaar maar een doel voor ogen, en dat was alles kort en klein slaan wat zich in de kerk bevond. De rest van het dorp bleef grotendeels gespaard voor buitensporigheden en vandalisme. Men had het uitsluitend op de kerk voorzien. Pastoor en amateurgeschiedschrijver Gerard Boeykens vermeldde in 1940 ten onrechte dat de beeldenstormers de kerk(toren) en de pastorij zouden hebben verbrand. Die brand trof de kerk echter in pas in 1579, het hele havendorp brandde toen af tijdens de Slag om Baasrode.

## Het aanduiden van de schuldigen

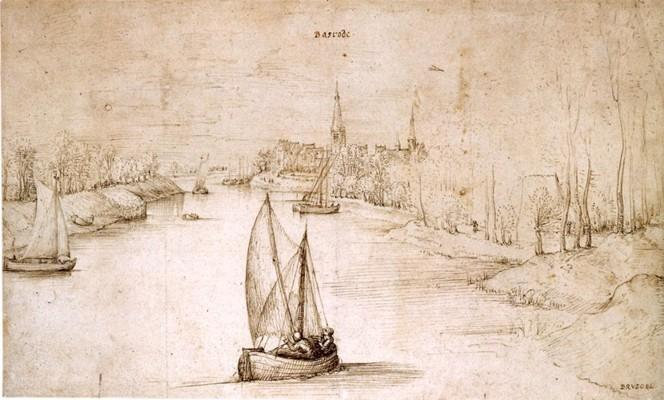
Pentekening van Baasrode omstreeks 1556 door Pieter Breughel de Oude

De Baasroder beeldenstorm deed heel wat stof opwaaien in Vlaanderen en in de eerste dagen na deze gebeurtenis deden er verschillende geruchten te Gent de ronde over de mogelijke daders. Het bleken  bannelingen uit Antwerpen te zijn die Baasrode hadden aangevallen. Het betrof een klein leger aan krijgsvolk dat bestond uit personen uit alle kwartieren van de Nederlanden en Noord-Frankrijk, zowel Franstaligen als anderen, waarvan velen reeds eerder verjaagd en gevlucht waren naar de Scheldestad, maar nu ook daar dienden te vertrekken. Ze voeren in een scheepskonvooi richting protestants Zeeland, maar werden beschoten voor ze hun bestemming konden bereiken, waarna ze rechtsomkeert maakten en geen kant meer op konden. Hun zwerftocht bracht hen ten slotte aan land, waarbij de opgebouwde haat en frustratie leidden tot het gewelddadige optreden in de kerk van Baasrode. Men zou het kunnen zien als een eerste Zuid-Nederlandse actie van watergeuzen, die in de jaren erna op militair vlak een belangrijke rol zouden gaan spelen.